# 1992年のナショナルリーグチャンピオンシップシリーズ
1992年の野球において、メジャーリーグベースボール（MLB）のポストシーズンは10月6日に開幕した。ナショナルリーグの第24回リーグチャンピオンシップシリーズ（英語: 24th National League Championship Series、以下「リーグ優勝決定戦」と表記）は、同日から14日にかけて計7試合が開催された。その結果、アトランタ・ブレーブス（西地区）がピッツバーグ・パイレーツ（東地区）を4勝3敗で下し、2年連続14回目のリーグ優勝および6回目のワールドシリーズ進出を果たした。
両球団がリーグ優勝決定戦で対戦するのは、2年連続2度目。この年のレギュラーシーズンでは両球団は12試合対戦し、ブレーブスが7勝5敗と勝ち越していた。今シリーズ最終第7戦はパイレーツの2点リードで9回裏を迎えたが、ブレーブスは1点を返したあと二死満塁とし、代打フランシスコ・カブレラの2点適時打で逆転サヨナラ勝利を収めた。ポストシーズン史上、最終第7戦のサヨナラで決着したシリーズは過去にも複数あったが、全て同点からの勝ち越しによるサヨナラだった。最後の1プレイでビハインドから一挙に逆転してのサヨナラ決着は、今シリーズが史上初である。二塁走者シド・ブリームがパイレーツ捕手マイク・ラバリエールのタッチをかいくぐってサヨナラの生還をした場面は "ザ・スライド"（英語: The Slide）として知られる。シリーズMVPには、中3日で第1戦・第4戦・第7戦の3試合に先発登板し、20.1イニングで2勝0敗・防御率2.66という成績を残したブレーブスのジョン・スモルツが選出された。しかしブレーブスは、ワールドシリーズではアメリカンリーグ王者トロント・ブルージェイズに2勝4敗で敗れ、35年ぶり3度目の優勝を逃した。
ブレーブスの外野手ディオン・サンダースは、野球のMLBだけでなくアメリカンフットボールのNFLでもプレイする2競技兼業選手であり、当時はNFLではアトランタ・ファルコンズに在籍していた。10月10日の今シリーズ第4戦出場翌日、サンダースはフロリダ州マイアミガーデンズでの午後1時1分からのファルコンズの試合と、ペンシルベニア州ピッツバーグでの午後8時44分からの今シリーズ第5戦の両方に出場するため、約1,180マイル（1,900km前後）離れた両都市間を未明からチャーター便で往復した。ただ結局、第5戦のほうで出場機会がなかったため、北米4大プロスポーツリーグのうちのふたつで同じ日に両方の試合に出場、という史上初の記録を達成することはできなかった。

## 試合結果
1992年のナショナルリーグ優勝決定戦は10月6日に開幕し、途中に移動日を挟んで9日間で7試合が行われた。日程・結果は以下の通り。
| 日付                                                   | 試合  | ビジター球団（先攻）     | スコア | ホーム球団（後攻）       | 開催球場                                      | 開催球場                                                                       |
| ------------------------------------------------------ | ----- | ------------------------ | ------ | ------------------------ | --------------------------------------------- | ------------------------------------------------------------------------------ |
| 10月06日（火）                                         | 第1戦 | ピッツバーグ・パイレーツ | 1－5   | アトランタ・ブレーブス   | アトランタ・フルトン・ カウンティ・スタジアム | アトランタ・フルトン・ · カウンティ・スタジアムスリー・リバース・ · スタジアム |
| 10月07日（水）                                         | 第2戦 | ピッツバーグ・パイレーツ | 5－13  | アトランタ・ブレーブス   | アトランタ・フルトン・ カウンティ・スタジアム | アトランタ・フルトン・ · カウンティ・スタジアムスリー・リバース・ · スタジアム |
| 10月08日（木）                                         |       | 移動日                   | 移動日 | 移動日                   |                                               | アトランタ・フルトン・ · カウンティ・スタジアムスリー・リバース・ · スタジアム |
| 10月09日（金）                                         | 第3戦 | アトランタ・ブレーブス   | 2－3   | ピッツバーグ・パイレーツ | スリー・リバース・スタジアム                  | アトランタ・フルトン・ · カウンティ・スタジアムスリー・リバース・ · スタジアム |
| 10月10日（土）                                         | 第4戦 | アトランタ・ブレーブス   | 6－4   | ピッツバーグ・パイレーツ | スリー・リバース・スタジアム                  | アトランタ・フルトン・ · カウンティ・スタジアムスリー・リバース・ · スタジアム |
| 10月11日（日）                                         | 第5戦 | アトランタ・ブレーブス   | 1－7   | ピッツバーグ・パイレーツ | スリー・リバース・スタジアム                  | アトランタ・フルトン・ · カウンティ・スタジアムスリー・リバース・ · スタジアム |
| 10月12日（月）                                         |       | 移動日                   | 移動日 | 移動日                   |                                               | アトランタ・フルトン・ · カウンティ・スタジアムスリー・リバース・ · スタジアム |
| 10月13日（火）                                         | 第6戦 | ピッツバーグ・パイレーツ | 13－4  | アトランタ・ブレーブス   | アトランタ・フルトン・ カウンティ・スタジアム | アトランタ・フルトン・ · カウンティ・スタジアムスリー・リバース・ · スタジアム |
| 10月14日（水）                                         | 第7戦 | ピッツバーグ・パイレーツ | 2－3x  | アトランタ・ブレーブス   | アトランタ・フルトン・ カウンティ・スタジアム | アトランタ・フルトン・ · カウンティ・スタジアムスリー・リバース・ · スタジアム |
| 優勝：アトランタ・ブレーブス（4勝3敗 / 2年連続14度目） |       |                          |        |                          |                                               | アトランタ・フルトン・ · カウンティ・スタジアムスリー・リバース・ · スタジアム |

### 第1戦 10月6日
- アトランタ・フルトン・カウンティ・スタジアム（ジョージア州アトランタ）

|                          | 1 | 2 | 3 | 4 | 5 | 6 | 7 | 8 | 9 | R | H | E |
| ------------------------ | - | - | - | - | - | - | - | - | - | - | - | - |
| ピッツバーグ・パイレーツ | 0 | 0 | 0 | 0 | 0 | 0 | 0 | 1 | 0 | 1 | 5 | 1 |
| アトランタ・ブレーブス   | 0 | 1 | 0 | 2 | 1 | 0 | 1 | 0 | X | 5 | 8 | 0 |

1. 勝利：ジョン・スモルツ（1勝）
2. 敗戦：ダグ・ドレイベック（1敗）
3. 本塁打
PIT：ホセ・リンド1号ソロ
ATL：ジェフ・ブラウザー1号ソロ
4. 審判
［球審］ジョン・マクシェリー
［塁審］一塁: ランディ・マーシュ、二塁: スティーブ・リプリー、三塁: ゲイリー・ダーリング
［外審］左翼: ジェリー・デービス、右翼: エド・モンタギュー
5. 試合開始時刻: 東部夏時間（UTC-4）午後8時42分  試合時間: 3時間20分  観客: 5万1971人  気温: 58°F（14.4°C）
詳細: MLB.com Gameday / Baseball-Reference.com

| ピッツバーグ・パイレーツ | ピッツバーグ・パイレーツ | ピッツバーグ・パイレーツ | ピッツバーグ・パイレーツ | ピッツバーグ・パイレーツ                                                                            | アトランタ・ブレーブス | アトランタ・ブレーブス | アトランタ・ブレーブス | アトランタ・ブレーブス | アトランタ・ブレーブス                                                                                           |
| ------------------------ | ------------------------ | ------------------------ | ------------------------ | --------------------------------------------------------------------------------------------------- | ---------------------- | ---------------------- | ---------------------- | ---------------------- | --- |
| 打順                     | 守備                     | 選手                     | 打席                     | D・ドレイベックM・ラバリエールO・マルセドJ・リンドJ・キングJ・ベルB・ボンズA・バンスライクA・コール | 打順                   | 守備                   | 選手                   | 打席                   | J・スモルツD・ベリーヒルS・ブリームM・レムキーT・ペンドル · トンJ・ブラウザーR・ガントO・ニクソンD・ジャスティス |
| 1                        | 右                       | A・コール                | 左                       | D・ドレイベックM・ラバリエールO・マルセドJ・リンドJ・キングJ・ベルB・ボンズA・バンスライクA・コール | 1                      | 中                     | O・ニクソン            | 両                     | J・スモルツD・ベリーヒルS・ブリームM・レムキーT・ペンドル · トンJ・ブラウザーR・ガントO・ニクソンD・ジャスティス |
| 2                        | 遊                       | J・ベル                  | 右                       | D・ドレイベックM・ラバリエールO・マルセドJ・リンドJ・キングJ・ベルB・ボンズA・バンスライクA・コール | 2                      | 遊                     | J・ブラウザー          | 右                     | J・スモルツD・ベリーヒルS・ブリームM・レムキーT・ペンドル · トンJ・ブラウザーR・ガントO・ニクソンD・ジャスティス |
| 3                        | 中                       | A・バンスライク          | 左                       | D・ドレイベックM・ラバリエールO・マルセドJ・リンドJ・キングJ・ベルB・ボンズA・バンスライクA・コール | 3                      | 三                     | T・ペンドルトン        | 両                     | J・スモルツD・ベリーヒルS・ブリームM・レムキーT・ペンドル · トンJ・ブラウザーR・ガントO・ニクソンD・ジャスティス |
| 4                        | 左                       | B・ボンズ                | 左                       | D・ドレイベックM・ラバリエールO・マルセドJ・リンドJ・キングJ・ベルB・ボンズA・バンスライクA・コール | 4                      | 右                     | D・ジャスティス        | 左                     | J・スモルツD・ベリーヒルS・ブリームM・レムキーT・ペンドル · トンJ・ブラウザーR・ガントO・ニクソンD・ジャスティス |
| 5                        | 三                       | J・キング                | 右                       | D・ドレイベックM・ラバリエールO・マルセドJ・リンドJ・キングJ・ベルB・ボンズA・バンスライクA・コール | 5                      | 一                     | S・ブリーム            | 左                     | J・スモルツD・ベリーヒルS・ブリームM・レムキーT・ペンドル · トンJ・ブラウザーR・ガントO・ニクソンD・ジャスティス |
| 6                        | 一                       | O・マルセド              | 両                       | D・ドレイベックM・ラバリエールO・マルセドJ・リンドJ・キングJ・ベルB・ボンズA・バンスライクA・コール | 6                      | 左                     | R・ガント              | 右                     | J・スモルツD・ベリーヒルS・ブリームM・レムキーT・ペンドル · トンJ・ブラウザーR・ガントO・ニクソンD・ジャスティス |
| 7                        | 捕                       | M・ラバリエール          | 左                       | D・ドレイベックM・ラバリエールO・マルセドJ・リンドJ・キングJ・ベルB・ボンズA・バンスライクA・コール | 7                      | 捕                     | D・ベリーヒル          | 両                     | J・スモルツD・ベリーヒルS・ブリームM・レムキーT・ペンドル · トンJ・ブラウザーR・ガントO・ニクソンD・ジャスティス |
| 8                        | 二                       | J・リンド                | 右                       | D・ドレイベックM・ラバリエールO・マルセドJ・リンドJ・キングJ・ベルB・ボンズA・バンスライクA・コール | 8                      | 二                     | M・レムキー            | 両                     | J・スモルツD・ベリーヒルS・ブリームM・レムキーT・ペンドル · トンJ・ブラウザーR・ガントO・ニクソンD・ジャスティス |
| 9                        | 投                       | D・ドレイベック          | 右                       | D・ドレイベックM・ラバリエールO・マルセドJ・リンドJ・キングJ・ベルB・ボンズA・バンスライクA・コール | 9                      | 投                     | J・スモルツ            | 右                     | J・スモルツD・ベリーヒルS・ブリームM・レムキーT・ペンドル · トンJ・ブラウザーR・ガントO・ニクソンD・ジャスティス |
| 先発投手                 | 先発投手                 | 先発投手                 | 投球                     | D・ドレイベックM・ラバリエールO・マルセドJ・リンドJ・キングJ・ベルB・ボンズA・バンスライクA・コール | 先発投手               | 先発投手               | 先発投手               | 投球                   | J・スモルツD・ベリーヒルS・ブリームM・レムキーT・ペンドル · トンJ・ブラウザーR・ガントO・ニクソンD・ジャスティス |
| D・ドレイベック          | D・ドレイベック          | D・ドレイベック          | 右                       | D・ドレイベックM・ラバリエールO・マルセドJ・リンドJ・キングJ・ベルB・ボンズA・バンスライクA・コール | J・スモルツ            | J・スモルツ            | J・スモルツ            | 右                     | J・スモルツD・ベリーヒルS・ブリームM・レムキーT・ペンドル · トンJ・ブラウザーR・ガントO・ニクソンD・ジャスティス |

### 第2戦 10月7日
- アトランタ・フルトン・カウンティ・スタジアム（ジョージア州アトランタ）

|                          | 1 | 2 | 3 | 4 | 5 | 6 | 7 | 8 | 9 | R  | H  | E |
| ------------------------ | - | - | - | - | - | - | - | - | - | -- | -- | - |
| ピッツバーグ・パイレーツ | 0 | 0 | 0 | 0 | 0 | 0 | 4 | 1 | 0 | 5  | 7  | 0 |
| アトランタ・ブレーブス   | 0 | 4 | 0 | 0 | 4 | 0 | 5 | 0 | X | 13 | 14 | 0 |

1. 勝利：スティーブ・エイベリー（1勝）
2. 敗戦：ダニー・ジャクソン（1敗）
3. 本塁打
ATL：ロン・ガント1号満塁
4. 審判
［球審］ランディ・マーシュ
［塁審］一塁: スティーブ・リプリー、二塁: ゲイリー・ダーリング、三塁: ジェリー・デービス
［外審］左翼: エド・モンタギュー、右翼: ジョン・マクシェリー
5. 試合開始時刻: 東部夏時間（UTC-4）午後3時8分  試合時間: 3時間20分  観客: 5万1975人  気温: 68°F（20°C）
詳細: MLB.com Gameday / Baseball-Reference.com

| ピッツバーグ・パイレーツ | ピッツバーグ・パイレーツ | ピッツバーグ・パイレーツ | ピッツバーグ・パイレーツ | ピッツバーグ・パイレーツ                                                                            | アトランタ・ブレーブス | アトランタ・ブレーブス | アトランタ・ブレーブス | アトランタ・ブレーブス | アトランタ・ブレーブス                                                                                             |
| ------------------------ | ------------------------ | ------------------------ | ------------------------ | --------------------------------------------------------------------------------------------------- | ---------------------- | ---------------------- | ---------------------- | ---------------------- | --- |
| 打順                     | 守備                     | 選手                     | 打席                     | D・ジャクソンD・スロートG・リーダスJ・リンドJ・キングJ・ベルB・ボンズA・バンスライクL・マクレンドン | 打順                   | 守備                   | 選手                   | 打席                   | S・エイベリーD・ベリーヒルB・ハンターM・レムキーT・ペンドル · トンJ・ブラウザーR・ガントO・ニクソンD・ジャスティス |
| 1                        | 一                       | G・リーダス              | 右                       | D・ジャクソンD・スロートG・リーダスJ・リンドJ・キングJ・ベルB・ボンズA・バンスライクL・マクレンドン | 1                      | 中                     | O・ニクソン            | 両                     | S・エイベリーD・ベリーヒルB・ハンターM・レムキーT・ペンドル · トンJ・ブラウザーR・ガントO・ニクソンD・ジャスティス |
| 2                        | 遊                       | J・ベル                  | 右                       | D・ジャクソンD・スロートG・リーダスJ・リンドJ・キングJ・ベルB・ボンズA・バンスライクL・マクレンドン | 2                      | 遊                     | J・ブラウザー          | 右                     | S・エイベリーD・ベリーヒルB・ハンターM・レムキーT・ペンドル · トンJ・ブラウザーR・ガントO・ニクソンD・ジャスティス |
| 3                        | 中                       | A・バンスライク          | 左                       | D・ジャクソンD・スロートG・リーダスJ・リンドJ・キングJ・ベルB・ボンズA・バンスライクL・マクレンドン | 3                      | 三                     | T・ペンドルトン        | 両                     | S・エイベリーD・ベリーヒルB・ハンターM・レムキーT・ペンドル · トンJ・ブラウザーR・ガントO・ニクソンD・ジャスティス |
| 4                        | 左                       | B・ボンズ                | 左                       | D・ジャクソンD・スロートG・リーダスJ・リンドJ・キングJ・ベルB・ボンズA・バンスライクL・マクレンドン | 4                      | 右                     | D・ジャスティス        | 左                     | S・エイベリーD・ベリーヒルB・ハンターM・レムキーT・ペンドル · トンJ・ブラウザーR・ガントO・ニクソンD・ジャスティス |
| 5                        | 三                       | J・キング                | 右                       | D・ジャクソンD・スロートG・リーダスJ・リンドJ・キングJ・ベルB・ボンズA・バンスライクL・マクレンドン | 5                      | 一                     | B・ハンター            | 右                     | S・エイベリーD・ベリーヒルB・ハンターM・レムキーT・ペンドル · トンJ・ブラウザーR・ガントO・ニクソンD・ジャスティス |
| 6                        | 右                       | L・マクレンドン          | 右                       | D・ジャクソンD・スロートG・リーダスJ・リンドJ・キングJ・ベルB・ボンズA・バンスライクL・マクレンドン | 6                      | 左                     | R・ガント              | 右                     | S・エイベリーD・ベリーヒルB・ハンターM・レムキーT・ペンドル · トンJ・ブラウザーR・ガントO・ニクソンD・ジャスティス |
| 7                        | 捕                       | D・スロート              | 右                       | D・ジャクソンD・スロートG・リーダスJ・リンドJ・キングJ・ベルB・ボンズA・バンスライクL・マクレンドン | 7                      | 捕                     | D・ベリーヒル          | 両                     | S・エイベリーD・ベリーヒルB・ハンターM・レムキーT・ペンドル · トンJ・ブラウザーR・ガントO・ニクソンD・ジャスティス |
| 8                        | 二                       | J・リンド                | 右                       | D・ジャクソンD・スロートG・リーダスJ・リンドJ・キングJ・ベルB・ボンズA・バンスライクL・マクレンドン | 8                      | 二                     | M・レムキー            | 両                     | S・エイベリーD・ベリーヒルB・ハンターM・レムキーT・ペンドル · トンJ・ブラウザーR・ガントO・ニクソンD・ジャスティス |
| 9                        | 投                       | D・ジャクソン            | 右                       | D・ジャクソンD・スロートG・リーダスJ・リンドJ・キングJ・ベルB・ボンズA・バンスライクL・マクレンドン | 9                      | 投                     | S・エイベリー          | 左                     | S・エイベリーD・ベリーヒルB・ハンターM・レムキーT・ペンドル · トンJ・ブラウザーR・ガントO・ニクソンD・ジャスティス |
| 先発投手                 | 先発投手                 | 先発投手                 | 投球                     | D・ジャクソンD・スロートG・リーダスJ・リンドJ・キングJ・ベルB・ボンズA・バンスライクL・マクレンドン | 先発投手               | 先発投手               | 先発投手               | 投球                   | S・エイベリーD・ベリーヒルB・ハンターM・レムキーT・ペンドル · トンJ・ブラウザーR・ガントO・ニクソンD・ジャスティス |
| D・ジャクソン            | D・ジャクソン            | D・ジャクソン            | 左                       | D・ジャクソンD・スロートG・リーダスJ・リンドJ・キングJ・ベルB・ボンズA・バンスライクL・マクレンドン | S・エイベリー          | S・エイベリー          | S・エイベリー          | 左                     | S・エイベリーD・ベリーヒルB・ハンターM・レムキーT・ペンドル · トンJ・ブラウザーR・ガントO・ニクソンD・ジャスティス |

### 第3戦 10月9日
- スリー・リバース・スタジアム（ペンシルベニア州ピッツバーグ）

|                          | 1 | 2 | 3 | 4 | 5 | 6 | 7 | 8 | 9 | R | H | E |
| ------------------------ | - | - | - | - | - | - | - | - | - | - | - | - |
| アトランタ・ブレーブス   | 0 | 0 | 0 | 1 | 0 | 0 | 1 | 0 | 0 | 2 | 5 | 0 |
| ピッツバーグ・パイレーツ | 0 | 0 | 0 | 0 | 1 | 1 | 1 | 0 | X | 3 | 8 | 1 |

1. 勝利：ティム・ウェイクフィールド（1勝）
2. 敗戦：トム・グラビン（1敗）
3. 本塁打
ATL：シド・ブリーム1号ソロ、ロン・ガント2号ソロ
PIT：ドン・スロート1号ソロ
4. 審判
［球審］スティーブ・リプリー
［塁審］一塁: ゲイリー・ダーリング、二塁: ジェリー・デービス、三塁: エド・モンタギュー
［外審］左翼: ジョン・マクシェリー、右翼: ランディ・マーシュ
5. 試合開始時刻: 東部夏時間（UTC-4）午後8時39分  試合時間: 2時間37分  観客: 5万6610人  気温: 60°F（15.6°C）
詳細: MLB.com Gameday / Baseball-Reference.com

| アトランタ・ブレーブス | アトランタ・ブレーブス | アトランタ・ブレーブス | アトランタ・ブレーブス | アトランタ・ブレーブス                                                                                           | ピッツバーグ・パイレーツ | ピッツバーグ・パイレーツ | ピッツバーグ・パイレーツ | ピッツバーグ・パイレーツ | ピッツバーグ・パイレーツ                                                                                    |
| ---------------------- | ---------------------- | ---------------------- | ---------------------- | --- | ------------------------ | ------------------------ | ------------------------ | ------------------------ | --- |
| 打順                   | 守備                   | 選手                   | 打席                   | T・グラビンD・ベリーヒルS・ブリームM・レムキーT・ペンドル · トンJ・ブラウザーR・ガントO・ニクソンD・ジャスティス | 打順                     | 守備                     | 選手                     | 打席                     | T・ウェイクフィールドD・スロートG・リーダスJ・リンドJ・キングJ・ベルB・ボンズA・バンスライクL・マクレンドン |
| 1                      | 中                     | O・ニクソン            | 両                     | T・グラビンD・ベリーヒルS・ブリームM・レムキーT・ペンドル · トンJ・ブラウザーR・ガントO・ニクソンD・ジャスティス | 1                        | 一                       | G・リーダス              | 右                       | T・ウェイクフィールドD・スロートG・リーダスJ・リンドJ・キングJ・ベルB・ボンズA・バンスライクL・マクレンドン |
| 2                      | 遊                     | J・ブラウザー          | 右                     | T・グラビンD・ベリーヒルS・ブリームM・レムキーT・ペンドル · トンJ・ブラウザーR・ガントO・ニクソンD・ジャスティス | 2                        | 遊                       | J・ベル                  | 右                       | T・ウェイクフィールドD・スロートG・リーダスJ・リンドJ・キングJ・ベルB・ボンズA・バンスライクL・マクレンドン |
| 3                      | 三                     | T・ペンドルトン        | 両                     | T・グラビンD・ベリーヒルS・ブリームM・レムキーT・ペンドル · トンJ・ブラウザーR・ガントO・ニクソンD・ジャスティス | 3                        | 中                       | A・バンスライク          | 左                       | T・ウェイクフィールドD・スロートG・リーダスJ・リンドJ・キングJ・ベルB・ボンズA・バンスライクL・マクレンドン |
| 4                      | 右                     | D・ジャスティス        | 左                     | T・グラビンD・ベリーヒルS・ブリームM・レムキーT・ペンドル · トンJ・ブラウザーR・ガントO・ニクソンD・ジャスティス | 4                        | 左                       | B・ボンズ                | 左                       | T・ウェイクフィールドD・スロートG・リーダスJ・リンドJ・キングJ・ベルB・ボンズA・バンスライクL・マクレンドン |
| 5                      | 一                     | S・ブリーム            | 左                     | T・グラビンD・ベリーヒルS・ブリームM・レムキーT・ペンドル · トンJ・ブラウザーR・ガントO・ニクソンD・ジャスティス | 5                        | 三                       | J・キング                | 右                       | T・ウェイクフィールドD・スロートG・リーダスJ・リンドJ・キングJ・ベルB・ボンズA・バンスライクL・マクレンドン |
| 6                      | 左                     | R・ガント              | 右                     | T・グラビンD・ベリーヒルS・ブリームM・レムキーT・ペンドル · トンJ・ブラウザーR・ガントO・ニクソンD・ジャスティス | 6                        | 右                       | L・マクレンドン          | 右                       | T・ウェイクフィールドD・スロートG・リーダスJ・リンドJ・キングJ・ベルB・ボンズA・バンスライクL・マクレンドン |
| 7                      | 捕                     | D・ベリーヒル          | 両                     | T・グラビンD・ベリーヒルS・ブリームM・レムキーT・ペンドル · トンJ・ブラウザーR・ガントO・ニクソンD・ジャスティス | 7                        | 捕                       | D・スロート              | 右                       | T・ウェイクフィールドD・スロートG・リーダスJ・リンドJ・キングJ・ベルB・ボンズA・バンスライクL・マクレンドン |
| 8                      | 二                     | M・レムキー            | 両                     | T・グラビンD・ベリーヒルS・ブリームM・レムキーT・ペンドル · トンJ・ブラウザーR・ガントO・ニクソンD・ジャスティス | 8                        | 二                       | J・リンド                | 右                       | T・ウェイクフィールドD・スロートG・リーダスJ・リンドJ・キングJ・ベルB・ボンズA・バンスライクL・マクレンドン |
| 9                      | 投                     | T・グラビン            | 左                     | T・グラビンD・ベリーヒルS・ブリームM・レムキーT・ペンドル · トンJ・ブラウザーR・ガントO・ニクソンD・ジャスティス | 9                        | 投                       | T・ウェイクフィールド    | 右                       | T・ウェイクフィールドD・スロートG・リーダスJ・リンドJ・キングJ・ベルB・ボンズA・バンスライクL・マクレンドン |
| 先発投手               | 先発投手               | 先発投手               | 投球                   | T・グラビンD・ベリーヒルS・ブリームM・レムキーT・ペンドル · トンJ・ブラウザーR・ガントO・ニクソンD・ジャスティス | 先発投手                 | 先発投手                 | 先発投手                 | 投球                     | T・ウェイクフィールドD・スロートG・リーダスJ・リンドJ・キングJ・ベルB・ボンズA・バンスライクL・マクレンドン |
| T・グラビン            | T・グラビン            | T・グラビン            | 左                     | T・グラビンD・ベリーヒルS・ブリームM・レムキーT・ペンドル · トンJ・ブラウザーR・ガントO・ニクソンD・ジャスティス | T・ウェイクフィールド    | T・ウェイクフィールド    | T・ウェイクフィールド    | 右                       | T・ウェイクフィールドD・スロートG・リーダスJ・リンドJ・キングJ・ベルB・ボンズA・バンスライクL・マクレンドン |

### 第4戦 10月10日
- スリー・リバース・スタジアム（ペンシルベニア州ピッツバーグ）

|                          | 1 | 2 | 3 | 4 | 5 | 6 | 7 | 8 | 9 | R | H  | E |
| ------------------------ | - | - | - | - | - | - | - | - | - | - | -- | - |
| アトランタ・ブレーブス   | 0 | 2 | 0 | 0 | 2 | 2 | 0 | 0 | 0 | 6 | 11 | 1 |
| ピッツバーグ・パイレーツ | 0 | 2 | 1 | 0 | 0 | 0 | 1 | 0 | 0 | 4 | 6  | 1 |

1. 勝利：ジョン・スモルツ（2勝）
2. セーブ：ジェフ・リアドン（1S）
3. 敗戦：ダグ・ドレイベック（2敗）
4. 審判
［球審］ゲイリー・ダーリング
［塁審］一塁: ジェリー・デービス、二塁: エド・モンタギュー、三塁: ジョン・マクシェリー
［外審］左翼: ランディ・マーシュ、右翼: スティーブ・リプリー
5. 試合開始時刻: 東部夏時間（UTC-4）午後8時39分  試合時間: 3時間10分  観客: 5万7164人  気温: 66°F（18.9°C）
詳細: MLB.com Gameday / Baseball-Reference.com

| アトランタ・ブレーブス | アトランタ・ブレーブス | アトランタ・ブレーブス | アトランタ・ブレーブス | アトランタ・ブレーブス                                                                                           | ピッツバーグ・パイレーツ | ピッツバーグ・パイレーツ | ピッツバーグ・パイレーツ | ピッツバーグ・パイレーツ | ピッツバーグ・パイレーツ                                                                            |
| ---------------------- | ---------------------- | ---------------------- | ---------------------- | --- | ------------------------ | ------------------------ | ------------------------ | ------------------------ | --------------------------------------------------------------------------------------------------- |
| 打順                   | 守備                   | 選手                   | 打席                   | J・スモルツD・ベリーヒルS・ブリームM・レムキーT・ペンドル · トンJ・ブラウザーR・ガントO・ニクソンD・ジャスティス | 打順                     | 守備                     | 選手                     | 打席                     | D・ドレイベックM・ラバリエールO・マルセドJ・リンドJ・キングJ・ベルB・ボンズA・バンスライクA・コール |
| 1                      | 中                     | O・ニクソン            | 両                     | J・スモルツD・ベリーヒルS・ブリームM・レムキーT・ペンドル · トンJ・ブラウザーR・ガントO・ニクソンD・ジャスティス | 1                        | 右                       | A・コール                | 左                       | D・ドレイベックM・ラバリエールO・マルセドJ・リンドJ・キングJ・ベルB・ボンズA・バンスライクA・コール |
| 2                      | 遊                     | J・ブラウザー          | 右                     | J・スモルツD・ベリーヒルS・ブリームM・レムキーT・ペンドル · トンJ・ブラウザーR・ガントO・ニクソンD・ジャスティス | 2                        | 遊                       | J・ベル                  | 右                       | D・ドレイベックM・ラバリエールO・マルセドJ・リンドJ・キングJ・ベルB・ボンズA・バンスライクA・コール |
| 3                      | 三                     | T・ペンドルトン        | 両                     | J・スモルツD・ベリーヒルS・ブリームM・レムキーT・ペンドル · トンJ・ブラウザーR・ガントO・ニクソンD・ジャスティス | 3                        | 中                       | A・バンスライク          | 左                       | D・ドレイベックM・ラバリエールO・マルセドJ・リンドJ・キングJ・ベルB・ボンズA・バンスライクA・コール |
| 4                      | 右                     | D・ジャスティス        | 左                     | J・スモルツD・ベリーヒルS・ブリームM・レムキーT・ペンドル · トンJ・ブラウザーR・ガントO・ニクソンD・ジャスティス | 4                        | 左                       | B・ボンズ                | 左                       | D・ドレイベックM・ラバリエールO・マルセドJ・リンドJ・キングJ・ベルB・ボンズA・バンスライクA・コール |
| 5                      | 一                     | S・ブリーム            | 左                     | J・スモルツD・ベリーヒルS・ブリームM・レムキーT・ペンドル · トンJ・ブラウザーR・ガントO・ニクソンD・ジャスティス | 5                        | 三                       | J・キング                | 右                       | D・ドレイベックM・ラバリエールO・マルセドJ・リンドJ・キングJ・ベルB・ボンズA・バンスライクA・コール |
| 6                      | 左                     | R・ガント              | 右                     | J・スモルツD・ベリーヒルS・ブリームM・レムキーT・ペンドル · トンJ・ブラウザーR・ガントO・ニクソンD・ジャスティス | 6                        | 一                       | O・マルセド              | 両                       | D・ドレイベックM・ラバリエールO・マルセドJ・リンドJ・キングJ・ベルB・ボンズA・バンスライクA・コール |
| 7                      | 捕                     | D・ベリーヒル          | 両                     | J・スモルツD・ベリーヒルS・ブリームM・レムキーT・ペンドル · トンJ・ブラウザーR・ガントO・ニクソンD・ジャスティス | 7                        | 捕                       | M・ラバリエール          | 左                       | D・ドレイベックM・ラバリエールO・マルセドJ・リンドJ・キングJ・ベルB・ボンズA・バンスライクA・コール |
| 8                      | 二                     | M・レムキー            | 両                     | J・スモルツD・ベリーヒルS・ブリームM・レムキーT・ペンドル · トンJ・ブラウザーR・ガントO・ニクソンD・ジャスティス | 8                        | 二                       | J・リンド                | 右                       | D・ドレイベックM・ラバリエールO・マルセドJ・リンドJ・キングJ・ベルB・ボンズA・バンスライクA・コール |
| 9                      | 投                     | J・スモルツ            | 右                     | J・スモルツD・ベリーヒルS・ブリームM・レムキーT・ペンドル · トンJ・ブラウザーR・ガントO・ニクソンD・ジャスティス | 9                        | 投                       | D・ドレイベック          | 右                       | D・ドレイベックM・ラバリエールO・マルセドJ・リンドJ・キングJ・ベルB・ボンズA・バンスライクA・コール |
| 先発投手               | 先発投手               | 先発投手               | 投球                   | J・スモルツD・ベリーヒルS・ブリームM・レムキーT・ペンドル · トンJ・ブラウザーR・ガントO・ニクソンD・ジャスティス | 先発投手                 | 先発投手                 | 先発投手                 | 投球                     | D・ドレイベックM・ラバリエールO・マルセドJ・リンドJ・キングJ・ベルB・ボンズA・バンスライクA・コール |
| J・スモルツ            | J・スモルツ            | J・スモルツ            | 右                     | J・スモルツD・ベリーヒルS・ブリームM・レムキーT・ペンドル · トンJ・ブラウザーR・ガントO・ニクソンD・ジャスティス | D・ドレイベック          | D・ドレイベック          | D・ドレイベック          | 右                       | D・ドレイベックM・ラバリエールO・マルセドJ・リンドJ・キングJ・ベルB・ボンズA・バンスライクA・コール |

### 第5戦 10月11日
- スリー・リバース・スタジアム（ペンシルベニア州ピッツバーグ）

|                          | 1 | 2 | 3 | 4 | 5 | 6 | 7 | 8 | 9 | R | H  | E |
| ------------------------ | - | - | - | - | - | - | - | - | - | - | -- | - |
| アトランタ・ブレーブス   | 0 | 0 | 0 | 0 | 0 | 0 | 0 | 1 | 0 | 1 | 3  | 0 |
| ピッツバーグ・パイレーツ | 4 | 0 | 1 | 0 | 0 | 1 | 1 | 0 | X | 7 | 13 | 0 |

1. 勝利：ボブ・ウォーク（1勝）
2. 敗戦：スティーブ・エイベリー（1勝1敗）
3. 審判
［球審］ジェリー・デービス
［塁審］一塁: エド・モンタギュー、二塁: ジョン・マクシェリー、三塁: ランディ・マーシュ
［外審］左翼: スティーブ・リプリー、右翼: ゲイリー・ダーリング
4. 試合開始時刻: 東部夏時間（UTC-4）午後8時44分  試合時間: 2時間52分  観客: 5万2929人  気温: 53°F（11.7°C）
詳細: MLB.com Gameday / Baseball-Reference.com

| アトランタ・ブレーブス | アトランタ・ブレーブス | アトランタ・ブレーブス | アトランタ・ブレーブス | アトランタ・ブレーブス                                                                                             | ピッツバーグ・パイレーツ | ピッツバーグ・パイレーツ | ピッツバーグ・パイレーツ | ピッツバーグ・パイレーツ | ピッツバーグ・パイレーツ                                                                          |
| ---------------------- | ---------------------- | ---------------------- | ---------------------- | --- | ------------------------ | ------------------------ | ------------------------ | ------------------------ | ------------------------------------------------------------------------------------------------- |
| 打順                   | 守備                   | 選手                   | 打席                   | S・エイベリーD・ベリーヒルS・ブリームM・レムキーT・ペンドル · トンJ・ブラウザーR・ガントO・ニクソンD・ジャスティス | 打順                     | 守備                     | 選手                     | 打席                     | B・ウォークD・スロートG・リーダスJ・リンドJ・キングJ・ベルB・ボンズA・バンスライクL・マクレンドン |
| 1                      | 中                     | O・ニクソン            | 両                     | S・エイベリーD・ベリーヒルS・ブリームM・レムキーT・ペンドル · トンJ・ブラウザーR・ガントO・ニクソンD・ジャスティス | 1                        | 一                       | G・リーダス              | 右                       | B・ウォークD・スロートG・リーダスJ・リンドJ・キングJ・ベルB・ボンズA・バンスライクL・マクレンドン |
| 2                      | 遊                     | J・ブラウザー          | 右                     | S・エイベリーD・ベリーヒルS・ブリームM・レムキーT・ペンドル · トンJ・ブラウザーR・ガントO・ニクソンD・ジャスティス | 2                        | 遊                       | J・ベル                  | 右                       | B・ウォークD・スロートG・リーダスJ・リンドJ・キングJ・ベルB・ボンズA・バンスライクL・マクレンドン |
| 3                      | 三                     | T・ペンドルトン        | 両                     | S・エイベリーD・ベリーヒルS・ブリームM・レムキーT・ペンドル · トンJ・ブラウザーR・ガントO・ニクソンD・ジャスティス | 3                        | 中                       | A・バンスライク          | 左                       | B・ウォークD・スロートG・リーダスJ・リンドJ・キングJ・ベルB・ボンズA・バンスライクL・マクレンドン |
| 4                      | 右                     | D・ジャスティス        | 左                     | S・エイベリーD・ベリーヒルS・ブリームM・レムキーT・ペンドル · トンJ・ブラウザーR・ガントO・ニクソンD・ジャスティス | 4                        | 左                       | B・ボンズ                | 左                       | B・ウォークD・スロートG・リーダスJ・リンドJ・キングJ・ベルB・ボンズA・バンスライクL・マクレンドン |
| 5                      | 一                     | S・ブリーム            | 左                     | S・エイベリーD・ベリーヒルS・ブリームM・レムキーT・ペンドル · トンJ・ブラウザーR・ガントO・ニクソンD・ジャスティス | 5                        | 三                       | J・キング                | 右                       | B・ウォークD・スロートG・リーダスJ・リンドJ・キングJ・ベルB・ボンズA・バンスライクL・マクレンドン |
| 6                      | 左                     | R・ガント              | 右                     | S・エイベリーD・ベリーヒルS・ブリームM・レムキーT・ペンドル · トンJ・ブラウザーR・ガントO・ニクソンD・ジャスティス | 6                        | 右                       | L・マクレンドン          | 右                       | B・ウォークD・スロートG・リーダスJ・リンドJ・キングJ・ベルB・ボンズA・バンスライクL・マクレンドン |
| 7                      | 捕                     | D・ベリーヒル          | 両                     | S・エイベリーD・ベリーヒルS・ブリームM・レムキーT・ペンドル · トンJ・ブラウザーR・ガントO・ニクソンD・ジャスティス | 7                        | 捕                       | D・スロート              | 右                       | B・ウォークD・スロートG・リーダスJ・リンドJ・キングJ・ベルB・ボンズA・バンスライクL・マクレンドン |
| 8                      | 二                     | M・レムキー            | 両                     | S・エイベリーD・ベリーヒルS・ブリームM・レムキーT・ペンドル · トンJ・ブラウザーR・ガントO・ニクソンD・ジャスティス | 8                        | 二                       | J・リンド                | 右                       | B・ウォークD・スロートG・リーダスJ・リンドJ・キングJ・ベルB・ボンズA・バンスライクL・マクレンドン |
| 9                      | 投                     | S・エイベリー          | 左                     | S・エイベリーD・ベリーヒルS・ブリームM・レムキーT・ペンドル · トンJ・ブラウザーR・ガントO・ニクソンD・ジャスティス | 9                        | 投                       | B・ウォーク              | 右                       | B・ウォークD・スロートG・リーダスJ・リンドJ・キングJ・ベルB・ボンズA・バンスライクL・マクレンドン |
| 先発投手               | 先発投手               | 先発投手               | 投球                   | S・エイベリーD・ベリーヒルS・ブリームM・レムキーT・ペンドル · トンJ・ブラウザーR・ガントO・ニクソンD・ジャスティス | 先発投手                 | 先発投手                 | 先発投手                 | 投球                     | B・ウォークD・スロートG・リーダスJ・リンドJ・キングJ・ベルB・ボンズA・バンスライクL・マクレンドン |
| S・エイベリー          | S・エイベリー          | S・エイベリー          | 左                     | S・エイベリーD・ベリーヒルS・ブリームM・レムキーT・ペンドル · トンJ・ブラウザーR・ガントO・ニクソンD・ジャスティス | B・ウォーク              | B・ウォーク              | B・ウォーク              | 右                       | B・ウォークD・スロートG・リーダスJ・リンドJ・キングJ・ベルB・ボンズA・バンスライクL・マクレンドン |

### 第6戦 10月13日
- アトランタ・フルトン・カウンティ・スタジアム（ジョージア州アトランタ）

|                          | 1 | 2 | 3 | 4 | 5 | 6 | 7 | 8 | 9 | R  | H  | E |
| ------------------------ | - | - | - | - | - | - | - | - | - | -- | -- | - |
| ピッツバーグ・パイレーツ | 0 | 8 | 0 | 0 | 4 | 1 | 0 | 0 | 0 | 13 | 13 | 1 |
| アトランタ・ブレーブス   | 0 | 0 | 0 | 1 | 0 | 0 | 1 | 0 | 2 | 4  | 9  | 1 |

1. 勝利：ティム・ウェイクフィールド（2勝）
2. 敗戦：トム・グラビン（2敗）
3. 本塁打
PIT：バリー・ボンズ1号ソロ、ジェイ・ベル1号3ラン、ロイド・マクレンドン1号ソロ
ATL：デビッド・ジャスティス1号ソロ・2号2ラン
4. 審判
［球審］エド・モンタギュー
［塁審］一塁: ジョン・マクシェリー、二塁: ランディ・マーシュ、三塁: スティーブ・リプリー
［外審］左翼: ゲイリー・ダーリング、右翼: ジェリー・デービス
5. 試合開始時刻: 東部夏時間（UTC-4）午後8時44分  試合時間: 2時間50分  観客: 5万1975人  気温: 70°F（21.1°C）
詳細: MLB.com Gameday / Baseball-Reference.com

| ピッツバーグ・パイレーツ | ピッツバーグ・パイレーツ | ピッツバーグ・パイレーツ | ピッツバーグ・パイレーツ | ピッツバーグ・パイレーツ                                                                                    | アトランタ・ブレーブス | アトランタ・ブレーブス | アトランタ・ブレーブス | アトランタ・ブレーブス | アトランタ・ブレーブス                                                                                           |
| ------------------------ | ------------------------ | ------------------------ | ------------------------ | --- | ---------------------- | ---------------------- | ---------------------- | ---------------------- | --- |
| 打順                     | 守備                     | 選手                     | 打席                     | T・ウェイクフィールドD・スロートG・リーダスJ・リンドJ・キングJ・ベルB・ボンズA・バンスライクL・マクレンドン | 打順                   | 守備                   | 選手                   | 打席                   | T・グラビンD・ベリーヒルB・ハンターM・レムキーT・ペンドル · トンJ・ブラウザーR・ガントO・ニクソンD・ジャスティス |
| 1                        | 一                       | G・リーダス              | 右                       | T・ウェイクフィールドD・スロートG・リーダスJ・リンドJ・キングJ・ベルB・ボンズA・バンスライクL・マクレンドン | 1                      | 中                     | O・ニクソン            | 両                     | T・グラビンD・ベリーヒルB・ハンターM・レムキーT・ペンドル · トンJ・ブラウザーR・ガントO・ニクソンD・ジャスティス |
| 2                        | 遊                       | J・ベル                  | 右                       | T・ウェイクフィールドD・スロートG・リーダスJ・リンドJ・キングJ・ベルB・ボンズA・バンスライクL・マクレンドン | 2                      | 遊                     | J・ブラウザー          | 右                     | T・グラビンD・ベリーヒルB・ハンターM・レムキーT・ペンドル · トンJ・ブラウザーR・ガントO・ニクソンD・ジャスティス |
| 3                        | 中                       | A・バンスライク          | 左                       | T・ウェイクフィールドD・スロートG・リーダスJ・リンドJ・キングJ・ベルB・ボンズA・バンスライクL・マクレンドン | 3                      | 三                     | T・ペンドルトン        | 両                     | T・グラビンD・ベリーヒルB・ハンターM・レムキーT・ペンドル · トンJ・ブラウザーR・ガントO・ニクソンD・ジャスティス |
| 4                        | 左                       | B・ボンズ                | 左                       | T・ウェイクフィールドD・スロートG・リーダスJ・リンドJ・キングJ・ベルB・ボンズA・バンスライクL・マクレンドン | 4                      | 右                     | D・ジャスティス        | 左                     | T・グラビンD・ベリーヒルB・ハンターM・レムキーT・ペンドル · トンJ・ブラウザーR・ガントO・ニクソンD・ジャスティス |
| 5                        | 三                       | J・キング                | 右                       | T・ウェイクフィールドD・スロートG・リーダスJ・リンドJ・キングJ・ベルB・ボンズA・バンスライクL・マクレンドン | 5                      | 一                     | B・ハンター            | 右                     | T・グラビンD・ベリーヒルB・ハンターM・レムキーT・ペンドル · トンJ・ブラウザーR・ガントO・ニクソンD・ジャスティス |
| 6                        | 右                       | L・マクレンドン          | 右                       | T・ウェイクフィールドD・スロートG・リーダスJ・リンドJ・キングJ・ベルB・ボンズA・バンスライクL・マクレンドン | 6                      | 左                     | R・ガント              | 右                     | T・グラビンD・ベリーヒルB・ハンターM・レムキーT・ペンドル · トンJ・ブラウザーR・ガントO・ニクソンD・ジャスティス |
| 7                        | 捕                       | D・スロート              | 右                       | T・ウェイクフィールドD・スロートG・リーダスJ・リンドJ・キングJ・ベルB・ボンズA・バンスライクL・マクレンドン | 7                      | 捕                     | D・ベリーヒル          | 両                     | T・グラビンD・ベリーヒルB・ハンターM・レムキーT・ペンドル · トンJ・ブラウザーR・ガントO・ニクソンD・ジャスティス |
| 8                        | 二                       | J・リンド                | 右                       | T・ウェイクフィールドD・スロートG・リーダスJ・リンドJ・キングJ・ベルB・ボンズA・バンスライクL・マクレンドン | 8                      | 二                     | M・レムキー            | 両                     | T・グラビンD・ベリーヒルB・ハンターM・レムキーT・ペンドル · トンJ・ブラウザーR・ガントO・ニクソンD・ジャスティス |
| 9                        | 投                       | T・ウェイクフィールド    | 右                       | T・ウェイクフィールドD・スロートG・リーダスJ・リンドJ・キングJ・ベルB・ボンズA・バンスライクL・マクレンドン | 9                      | 投                     | T・グラビン            | 左                     | T・グラビンD・ベリーヒルB・ハンターM・レムキーT・ペンドル · トンJ・ブラウザーR・ガントO・ニクソンD・ジャスティス |
| 先発投手                 | 先発投手                 | 先発投手                 | 投球                     | T・ウェイクフィールドD・スロートG・リーダスJ・リンドJ・キングJ・ベルB・ボンズA・バンスライクL・マクレンドン | 先発投手               | 先発投手               | 先発投手               | 投球                   | T・グラビンD・ベリーヒルB・ハンターM・レムキーT・ペンドル · トンJ・ブラウザーR・ガントO・ニクソンD・ジャスティス |
| T・ウェイクフィールド    | T・ウェイクフィールド    | T・ウェイクフィールド    | 右                       | T・ウェイクフィールドD・スロートG・リーダスJ・リンドJ・キングJ・ベルB・ボンズA・バンスライクL・マクレンドン | T・グラビン            | T・グラビン            | T・グラビン            | 左                     | T・グラビンD・ベリーヒルB・ハンターM・レムキーT・ペンドル · トンJ・ブラウザーR・ガントO・ニクソンD・ジャスティス |

### 第7戦 10月14日
- アトランタ・フルトン・カウンティ・スタジアム（ジョージア州アトランタ）

|                          | 1 | 2 | 3 | 4 | 5 | 6 | 7 | 8 | 9  | R | H | E |
| ------------------------ | - | - | - | - | - | - | - | - | -- | - | - | - |
| ピッツバーグ・パイレーツ | 1 | 0 | 0 | 0 | 0 | 1 | 0 | 0 | 0  | 2 | 7 | 1 |
| アトランタ・ブレーブス   | 0 | 0 | 0 | 0 | 0 | 0 | 0 | 0 | 3x | 3 | 7 | 0 |

1. 勝利：ジェフ・リアドン（1勝1S）
2. 敗戦：ダグ・ドレイベック（3敗）
3. 審判
［球審］ジョン・マクシェリー（2回表まで）→ランディ・マーシュ（2回裏から、マクシェリーの体調不良により交代）
［塁審］一塁: ランディ・マーシュ（2回表まで）→エド・モンタギュー（2回裏から）、二塁: スティーブ・リプリー、三塁: ゲイリー・ダーリング
［外審］左翼: ジェリー・デービス、右翼: エド・モンタギュー（2回表まで）→不在（2回裏から）
4. 試合開始時刻: 東部夏時間（UTC-4）午後8時30分  試合時間: 3時間22分  観客: 5万1975人  気温: 70°F（21.1°C）
詳細: MLB.com Gameday / Baseball-Reference.com

| ピッツバーグ・パイレーツ | ピッツバーグ・パイレーツ | ピッツバーグ・パイレーツ | ピッツバーグ・パイレーツ | ピッツバーグ・パイレーツ                                                                            | アトランタ・ブレーブス | アトランタ・ブレーブス | アトランタ・ブレーブス | アトランタ・ブレーブス | アトランタ・ブレーブス                                                                                           |
| ------------------------ | ------------------------ | ------------------------ | ------------------------ | --------------------------------------------------------------------------------------------------- | ---------------------- | ---------------------- | ---------------------- | ---------------------- | --- |
| 打順                     | 守備                     | 選手                     | 打席                     | D・ドレイベックM・ラバリエールO・マルセドJ・リンドJ・キングJ・ベルB・ボンズA・バンスライクA・コール | 打順                   | 守備                   | 選手                   | 打席                   | J・スモルツD・ベリーヒルS・ブリームM・レムキーT・ペンドル · トンJ・ブラウザーR・ガントO・ニクソンD・ジャスティス |
| 1                        | 右                       | A・コール                | 左                       | D・ドレイベックM・ラバリエールO・マルセドJ・リンドJ・キングJ・ベルB・ボンズA・バンスライクA・コール | 1                      | 中                     | O・ニクソン            | 両                     | J・スモルツD・ベリーヒルS・ブリームM・レムキーT・ペンドル · トンJ・ブラウザーR・ガントO・ニクソンD・ジャスティス |
| 2                        | 遊                       | J・ベル                  | 右                       | D・ドレイベックM・ラバリエールO・マルセドJ・リンドJ・キングJ・ベルB・ボンズA・バンスライクA・コール | 2                      | 遊                     | J・ブラウザー          | 右                     | J・スモルツD・ベリーヒルS・ブリームM・レムキーT・ペンドル · トンJ・ブラウザーR・ガントO・ニクソンD・ジャスティス |
| 3                        | 中                       | A・バンスライク          | 左                       | D・ドレイベックM・ラバリエールO・マルセドJ・リンドJ・キングJ・ベルB・ボンズA・バンスライクA・コール | 3                      | 三                     | T・ペンドルトン        | 両                     | J・スモルツD・ベリーヒルS・ブリームM・レムキーT・ペンドル · トンJ・ブラウザーR・ガントO・ニクソンD・ジャスティス |
| 4                        | 左                       | B・ボンズ                | 左                       | D・ドレイベックM・ラバリエールO・マルセドJ・リンドJ・キングJ・ベルB・ボンズA・バンスライクA・コール | 4                      | 右                     | D・ジャスティス        | 左                     | J・スモルツD・ベリーヒルS・ブリームM・レムキーT・ペンドル · トンJ・ブラウザーR・ガントO・ニクソンD・ジャスティス |
| 5                        | 一                       | O・マルセド              | 両                       | D・ドレイベックM・ラバリエールO・マルセドJ・リンドJ・キングJ・ベルB・ボンズA・バンスライクA・コール | 5                      | 一                     | S・ブリーム            | 左                     | J・スモルツD・ベリーヒルS・ブリームM・レムキーT・ペンドル · トンJ・ブラウザーR・ガントO・ニクソンD・ジャスティス |
| 6                        | 三                       | J・キング                | 右                       | D・ドレイベックM・ラバリエールO・マルセドJ・リンドJ・キングJ・ベルB・ボンズA・バンスライクA・コール | 6                      | 左                     | R・ガント              | 右                     | J・スモルツD・ベリーヒルS・ブリームM・レムキーT・ペンドル · トンJ・ブラウザーR・ガントO・ニクソンD・ジャスティス |
| 7                        | 捕                       | M・ラバリエール          | 左                       | D・ドレイベックM・ラバリエールO・マルセドJ・リンドJ・キングJ・ベルB・ボンズA・バンスライクA・コール | 7                      | 捕                     | D・ベリーヒル          | 両                     | J・スモルツD・ベリーヒルS・ブリームM・レムキーT・ペンドル · トンJ・ブラウザーR・ガントO・ニクソンD・ジャスティス |
| 8                        | 二                       | J・リンド                | 右                       | D・ドレイベックM・ラバリエールO・マルセドJ・リンドJ・キングJ・ベルB・ボンズA・バンスライクA・コール | 8                      | 二                     | M・レムキー            | 両                     | J・スモルツD・ベリーヒルS・ブリームM・レムキーT・ペンドル · トンJ・ブラウザーR・ガントO・ニクソンD・ジャスティス |
| 9                        | 投                       | D・ドレイベック          | 右                       | D・ドレイベックM・ラバリエールO・マルセドJ・リンドJ・キングJ・ベルB・ボンズA・バンスライクA・コール | 9                      | 投                     | J・スモルツ            | 右                     | J・スモルツD・ベリーヒルS・ブリームM・レムキーT・ペンドル · トンJ・ブラウザーR・ガントO・ニクソンD・ジャスティス |
| 先発投手                 | 先発投手                 | 先発投手                 | 投球                     | D・ドレイベックM・ラバリエールO・マルセドJ・リンドJ・キングJ・ベルB・ボンズA・バンスライクA・コール | 先発投手               | 先発投手               | 先発投手               | 投球                   | J・スモルツD・ベリーヒルS・ブリームM・レムキーT・ペンドル · トンJ・ブラウザーR・ガントO・ニクソンD・ジャスティス |
| D・ドレイベック          | D・ドレイベック          | D・ドレイベック          | 右                       | D・ドレイベックM・ラバリエールO・マルセドJ・リンドJ・キングJ・ベルB・ボンズA・バンスライクA・コール | J・スモルツ            | J・スモルツ            | J・スモルツ            | 右                     | J・スモルツD・ベリーヒルS・ブリームM・レムキーT・ペンドル · トンJ・ブラウザーR・ガントO・ニクソンD・ジャスティス |